# Сосни (пам'ятка природи)
Со́сни — ботанічна пам'ятка природи місцевого значення, об'єкт природно-заповідного фонду Сумської області.
Розташована в урочищі «Монастирщина», на території заказника Шалигинський на правому березі річки Обеста.
Площа — 0,5 га. Перебуває у віданні ДП «Глухівське лісове господарство» (кв.25, вид.6). Статус надано рішенням Сумської обласної ради від 27.09.1973 р. № 504.
Охороняється місце зростання в лісовому масиві групи 10 дерев сосни звичайної віком понад 250 років, заввишки 33—39 м, обхватом 2,8—3,6 м.
За легендою, дерева висадили монахи вздовж шляху, що вів до монастиря «Глинська пустинь». У 2010 р. пам'ятка посіла третє місце у номінації «Історичне дерево України» обласного відбору для присвоєння звання «Національне дерево України».